# Илиян Симеонов (футболист)
Вижте пояснителната страница за други личности с името Илиян Симеонов.
Илиян Симеонов е български футболист, нападател. Роден е на 12 януари 1974 г. в София. Висок е 187 см и тежи 80 кг. Играл е за Литекс, Левски (София) (77 мача и 24 гола в А група, 23 мача и 10 гола за купата на страната и 8 мача и 1 гол в евротурнирите - 4 мача и 1 гол за КНК и 4 мача за купата на УЕФА), Спартак (Варна), Локомотив (София), Септември, Ботев (Пловдив), Вихрен, Локомотив 101, Ватеншайд (Германия) и Ламия (Гърция). Шампион на България през 1995 с Левски (Сф), вицешампион през 1996 и 1998, носител на купата на страната през 1998, финалист през 1996 и 1997 г. Има 20 мача и 5 гола за младежкия национален отбор.

## Статистика по сезони
- Литекс - 1992/93 - Б група, 4 мача/1 гол
- Спартак (Вн) - 1993/94 - А група, 9/0
- Литекс - 1994/ес. - А група, 9/2
- Левски (Сф) - 1995/пр. - А група, 7/2
- Левски (Сф) - 1995/96 - А група, 25/9
- Левски (Сф) - 1996/97 - А група, 21/5
- Левски (Сф) - 1997/98 - А група, 22/7
- Ватеншайд - 1998/99 - Втора Бундеслига, 23/3
- Локомотив (Сф) - 1999/00 - А група, 23/4
- Локомотив (Сф) - 2000/01 - А група, 15/0
- Септември - 2002/пр. - В група, 14/5
- Ботев (Пд) - 2002/03 - А група, 4/0
- Септември - 2003/04 - Б група, 21/2
- Вихрен - 2004/ес. - Б група, 12/2
- Ламия - 2005/пр. - C'Етники Категория, 15/4
- Ламия - 2005/ес. - C'Етники Категория, 2/0
- Локомотив 101 - 2006/07 - А ОФГ, 25/19